# 빅 픽처 (소설)
빅 피처(The Big Picture)는 더글라스 케네디가 1997년에 발표한 소설이다.

## 줄거리
유명 변호사인 주인공은 어느 날부터 아내인 베스와 사이가 틀어지기 시작하고, 아내와 주인공 부부가 평소 싫어하던 이웃인 무명 사진사 게리와의 불륜을 의심, 현장을 목격한다. 이에 화가 난 주인공이 게리를 죽인다. 이후 주인공은 게리의 시체를 처리하고, 자신이 죽은 것처럼 꾸몄으며 자신이 게리의 인생을 살아간다. 주인공은 베스가 게리를 찾지 못하도록 멀리 떠나 다른 도시에 살게 되고, 그곳에서 여자친구도 사귀었지만 사진 찍는 것에 재능이 있었던 주인공(하지만 사회적으로는 게리)의 사진이 유명해져 게리라는 이름이 유명해지게 되고, 결국 베스에게서 편지가 도착하는데..